# Nike CTR 360
 (août 2016).
Si vous disposez d'ouvrages ou d'articles de référence ou si vous connaissez des sites web de qualité traitant du thème abordé ici, merci de compléter l'article en donnant les références utiles à sa vérifiabilité et en les liant à la section « Notes et références ».
La Nike CTR 360 est un modèle de chaussure de football lancé en fin d'année 2009, conçu et fabriqué par la firme américaine et internationale Nike. 

## Historique
Cette chaussure fut voulue par Nike pour les milieux de terrain ou tout autre footballeur jouant un jeu de passe axé sur la précision et le contrôle. C'est d'ailleurs la raison de son appellation apportée par l'équipementier, le préfixe CTR voulant dire contrôle.
Cette chaussure eut un succès chez les footballeurs professionnels et amateurs car elle représentait des caractéristiques que l'on attendait d'une chaussure de football : simple, confortable et adaptée à plusieurs environnements.
Cette chaussure est portée par de nombreux joueurs de football, notamment les milieux créateurs (qui créent le jeu et prennent en main l'organisation offensive de l'équipe) tels que Cesc Fàbregas, Andrés Iniesta, ou encore Landon Donovan.
Le modèle le plus populaire de la CTR 360 étant le modèle Maestri. À partir de l'été 2010, pendant la Coupe du monde 2010, Nike lança sa gamme de chaussure Elite dont la CTR 360 (Andrés Iniesta marqua le but de la finale en portant ce modèle de chaussures).
À partir de septembre 2010, Nike lança son nouveau modèle de CTR 360 appelé Maestri Elite et en décembre 2010, la firme innova en la rendant plus souple, plus légère (grâce à la semelle en carbone) et en augmentant l'espace de contrôle de balle en mettant en place un système de lacets asymétriques.
En 2014, la gamme CTR360 Maestri disparaît au profit la Nike Magista.